# Junjō Karen Otome Moyō
Albums de Yuki Uchida
Mi-Chemin
(1995)
Singles
 Junjō Karen Otome Moyō  (純情可憐乙女模様, ou Junjo Karen Otome Moyo, Junjou Karen Otome Moyou, Junjōkaren..., Junjokaren..., Junjoukaren...) est le premier album de Yuki Uchida, sorti le 8 février 1995 au Japon sur le label King Records. Il atteint la 1re place du classement Oricon, et reste classé cinq semaines.
Il contient dix chansons (plus une introduction et une conclusion musicales), écrites par divers artistes, dont Kohmi Hirose (Tenca wo Torō!...) et Tomoko Tane (Papa wa Anata ga Kirai Mitai). Une seule d'entre elles était sortie précédemment en single : Tenca wo Torō! -Uchida no Yabō-, le premier et alors unique single de la chanteuse sorti trois mois et demi auparavant et également classé no 1. En plus de celle du single, les chansons Dakara Kotte Yamerenai! et Renai Therapist de l'album figureront aussi sur la compilation Uchida Yuki Perfect Best de 2010.

## Liste des titres
1. Never Ending Story ~Yoroshiku Version~ (...~ヨロシク バージョン~?) (0:57)
2. Dakara Kotte Yamerenai! (だから恋ってやめられない!?) (4:16)
3. Glowing Days (Glowing days?) (4:00)
4. Papa wa Anata ga Kirai Mitai (パパはあなたがキライみたい?) (4:36)
5. Junjō Karen Otome Moyō (純情可憐乙女模様?) (4:16)
6. Kitakaze to Taiyō (北風と太陽?) (4:22)
7. Renai Therapist (恋愛セラピスト?) (3:50)
8. Kanashii Hodo Kataomoi (哀しいほど片想い?) (4:49)
9. Heartbreak Curry (ハートブレイク・カレー?) (4:21)
10. Tenca wo Torō! -Uchida no Yabō- (TENCAを取ろう! -内田の野望-?) (4:06)
11. Osewa ni Narimashita (お世話になりました?) (4:17)
12. Never Ending Story ~Arigatō Version~ (...~アリガトウ バージョン~?) (1:34)